# Sant'Elena e Costantino ai lati della croce
Sant'Elena e Costantino ai lati della Croce e predella con episodi della Leggenda della Vera Croce è un dipinto olio su tavola di Cima da Conegliano, databile al 1501-1503 e conservata a San Giovanni in Bragora a Venezia.

## Descrizione
Il dipinto è databile tra il febbraio 1501 e l'aprile 1503 come attesta una serie di pagamenti versati all'artista in tale periodo per la sua esecuzione.
Venne realizzato per decorare l'altare della croce che conservava una reliquia del sacro legno, altare che venne distrutto in epoca settecentesca comportando altresì la perdita della cornice lignea originale del dipinto. La struttura simmetrica è determinata dalla croce centrale ai cui lati si dispongono l'imperatore Costantino e la madre Elena. Le figure sono descritte con il consueto nitore plastico e con una particolare attenzione ai dettagli degli abiti connessa all'elevato censo degli effigiati. Come rilevato dalla critica, l'immagine di Costantino sembra ispirarsi alle sculture di uomini d'armi che compaiono nel monumento funebre di Gabriele Vendramin (Basilica dei Santi Giovanni e Paolo, Venezia) opera di Tullio Lombardo, mentre la posa di Elena richiama quella di Longino nella stampa di Andrea Mantegna con Cristo tra Sant'Andrea e San Longino (Amsterdam, Rijksmuseum).
Nel paesaggio di città sullo sfondo è stato riconosciuto un riferimento alla nativa Conegliano. Nella  predella tripartita, scene affollate di figure che raccontano gli episodi più significativi legati al ritrovamento della croce di Cristo; la qualità appare più bassa, complice anche la loro mediocre condizione conservativa.